# Jingle All the Way (Crash Test Dummies)
Jingle All the Way è un album natalizio della band Crash Test Dummies pubblicato nel 2002.

## Tracce
1. White Christmas - 3:15
2. O Little Town of Bethlehem - 4:12
3. Jingle Bells - 1:37
4. In the Bleak Midwinter - 3:53
5. God Rest Ye Merry, Gentlemen - 2:50
6. We Three Kings - 3:59
7. The Little Drummer Boy - 4:04
8. The First Noel - 4:24
9. Silent Night - 3:15
10. Good King Wenceslas - 2:31
11. The Huron Carol - 3:19

## Musicisti
- Brad Roberts - cantante (traccia 1, 3, 5, 6, 8, 10), chitarra, ukulele
- Ellen Reid - cantante (traccia 2, 4, 7, 9, 10, 11), coro
- Dan Roberts - basso
- Chris Brown - organo, pianoforte
- Kenny Wollesen - batteria, sonagli, campana
- Andrew Hall - basso
- Scott Harding - chitarra, percussioni, schiocco di dita
- Jane Scarpantoni - violoncello
- Jerry Dodgion - flauto, ottavino
- Ming Xiao-Fen - Pipa
- Stuart Cameron - chitarra
- James Ross - tromba, trombino
- Brian Harding - trombone
- Javier Gandara - corno